# 24027 Давнс
24027 Давнс (24027 Downs) — астероїд головного поясу, відкритий 9 вересня 1999 року.
Тіссеранів параметр щодо Юпітера — 3,479.